# UFC Fight Night: Belfort vs. Henderson
UFC Fight Night: Belfort vs. Henderson 2 è stato un evento di arti marziali miste tenuto dalla Ultimate Fighting Championship il 9 novembre 2013 alla Goiânia Arena di Goiânia, Brasile.

## Risultati
|                  | Divisione         |                   |                 |                      | Metodo                                      | Round           | Tempo           | Premio          |
| Card principale  | Card principale   | Card principale   | Card principale | Card principale      | Card principale                             | Card principale | Card principale | Card principale |
| ---------------- | ----------------- | ----------------- | --------------- | -------------------- | ------------------------------------------- | --------------- | --------------- | --------------- |
|                  | Pesi Mediomassimi | Vítor Belfort     | batte           | Dan Henderson        | KO (calcio alla testa)                      | 1               | 1:17            | KOTN            |
|                  | Pesi Medi         | Cézar Ferreira    | batte           | Daniel Sarafian      | Decisione non unanime (28-29, 30-27, 30-28) | 3               | 5:00            |                 |
|                  | Pesi Mediomassimi | Rafael Cavalcante | batte           | Igor Pokrajac        | Sottomissione (colpi)                       | 1               | 1:18            |                 |
|                  | Pesi Welter       | Brandon Thatch    | batte           | Paulo Thiago         | Sottomissione (colpi)                       | 1               | 2:10            |                 |
|                  | Pesi Welter       | Ryan LaFlare      | batte           | Santiago Ponzinibbio | Decisione unanime (30-27, 30-27, 30-27)     | 3               | 5:00            |                 |
|                  | Pesi Piuma        | Jeremy Stephens   | batte           | Rony Jason           | KO (calcio alla testa)                      | 1               | 0:40            |                 |
| Card preliminare |                   |                   |                 |                      |                                             |                 |                 |                 |
|                  | Pesi Piuma        | Sam Sicilia       | batte           | Godofredo Pepey      | KO Tecnico (pugni)                          | 1               | 1:42            |                 |
|                  | Pesi Medi         | Omari Akhmedov    | batte           | Thiago Perpétuo      | KO (pugno)                                  | 1               | 3:31            | FOTN            |
|                  | Pesi Leggeri      | Thiago Tavares    | batte           | Justin Salas         | Sottomissione (rear naked choke)            | 1               | 2:38            |                 |
|                  | Pesi Leggeri      | Adriano Martins   | batte           | Daron Cruickshank    | Sottomissione (kimura)                      | 2               | 2:49            | SOTN            |
|                  | Pesi Mosca        | Dustin Ortiz      | batte           | Jose Maria Tome      | KO Tecnico (colpi)                          | 3               | 3:19            |                 |

## Premi
I lottatori premiati ricevettero un bonus di 50.000 dollari.
Legenda:
- FOTN: Fight of the Night (vengono premiati entrambi gli atleti per il miglior incontro dell'evento)
- KOTN: Knockout of the Night (viene premiato il vincitore per la migliore vittoria tramite KO dell'evento)
- SOTN: Submission of the Night (viene premiato il vincitore per la migliore vittoria tramite sottomissione dell'evento)

## Incontri annullati
|  | Divisione    |                |        |               | Motivo                               |
|  | ------------ | -------------- | ------ | ------------- | ------------------------------------ |
|  | Pesi Leggeri | Thiago Tavares | contro | Quinn Mulhern | Mulhern infortunato                  |
|  | Pesi Gallo   | Johnny Eduardo | contro | Lucas Martins | Entrambi gli atleti si infortunarono |